# 机浜番屋群

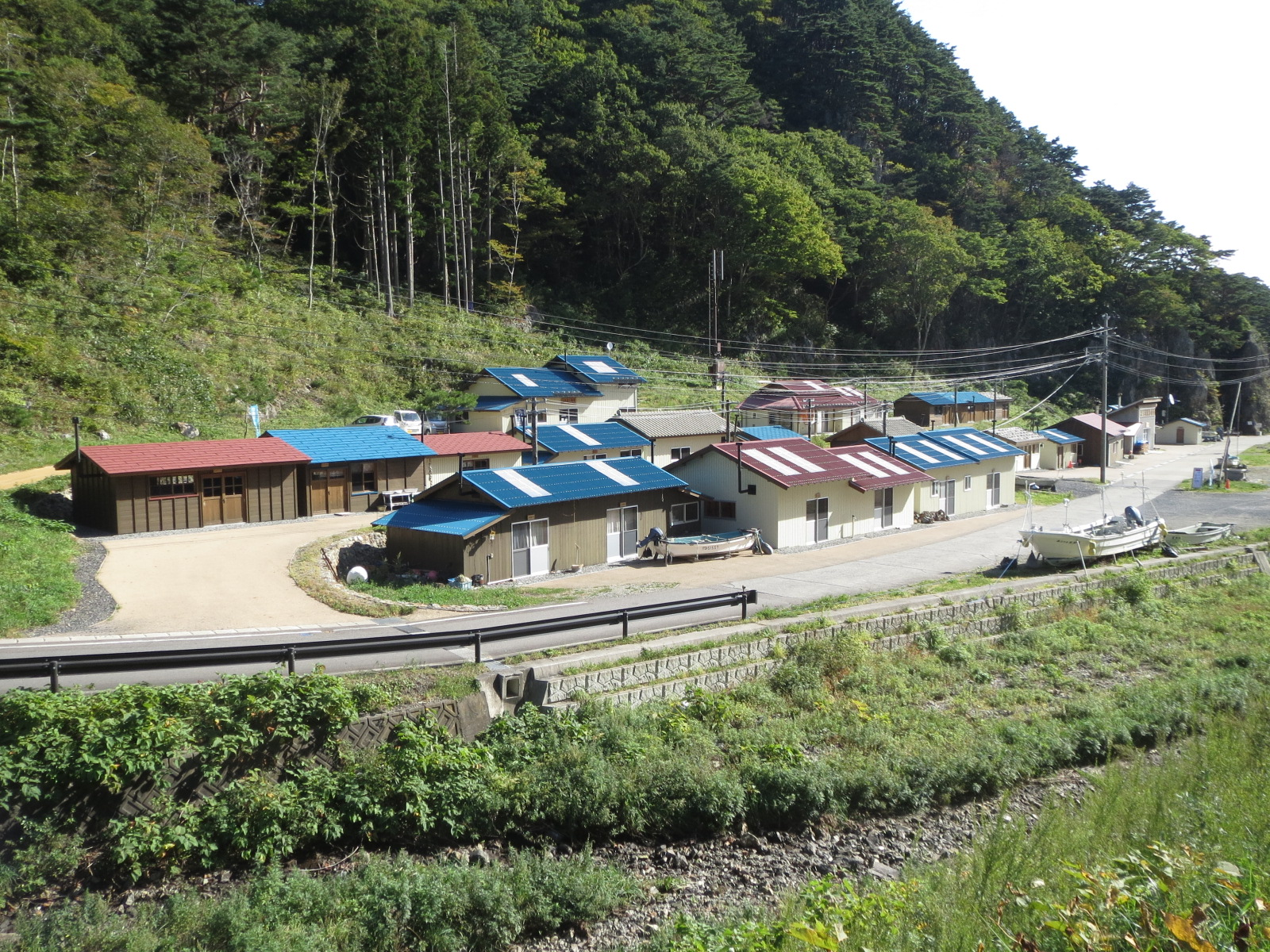
机浜番屋群（2018年10月）

机浜番屋群（つくえはまばんやぐん）は岩手県下閉伊郡田野畑村にある建物群。「未来に残したい漁業漁村の歴史文化財産百選」に選定されている。

## 歴史
かつては1933年（昭和8年）の三陸津波の後に建てられた25棟で構成されていた。「番屋」は本来、冬に漁師が引き上げた後に漁場を管理する（すなわち番をする）必要性から滞在するための小屋を指す。かつてニシンが盛んだった北海道西海岸においては漁船や多くの漁夫の宿泊を担う大型民家が「鰊番屋（鰊御殿）」と呼ばれていた。その後漁港と集落を結ぶ道路が整備されたり、養殖が盛んになり、次第に「納屋」としての機能が失われつつあった。
また漁業後継者不足による番屋の遊休化・廃屋化が進んだが、保存・継承活動の高まりによって2006年（平成18年）2月、水産庁から「未来に残したい漁業漁村の歴史文化財産百選」に選定され、漁業・漁村文化を伝承する拠点となった。しかし2011年（平成23年）に発生した東日本大震災津波によって全棟が流失した。

## 現況
全国からの支援により「机浜番屋群再生プロジェクト」が立ち上がり、国の復興交付金（事業費2億5600万円）で復旧事業が行われ、2014年（平成26年）12月に24棟で完成した。番屋料理体験、塩づくり体験が可能な他、「ザッパ船」観光も可能。

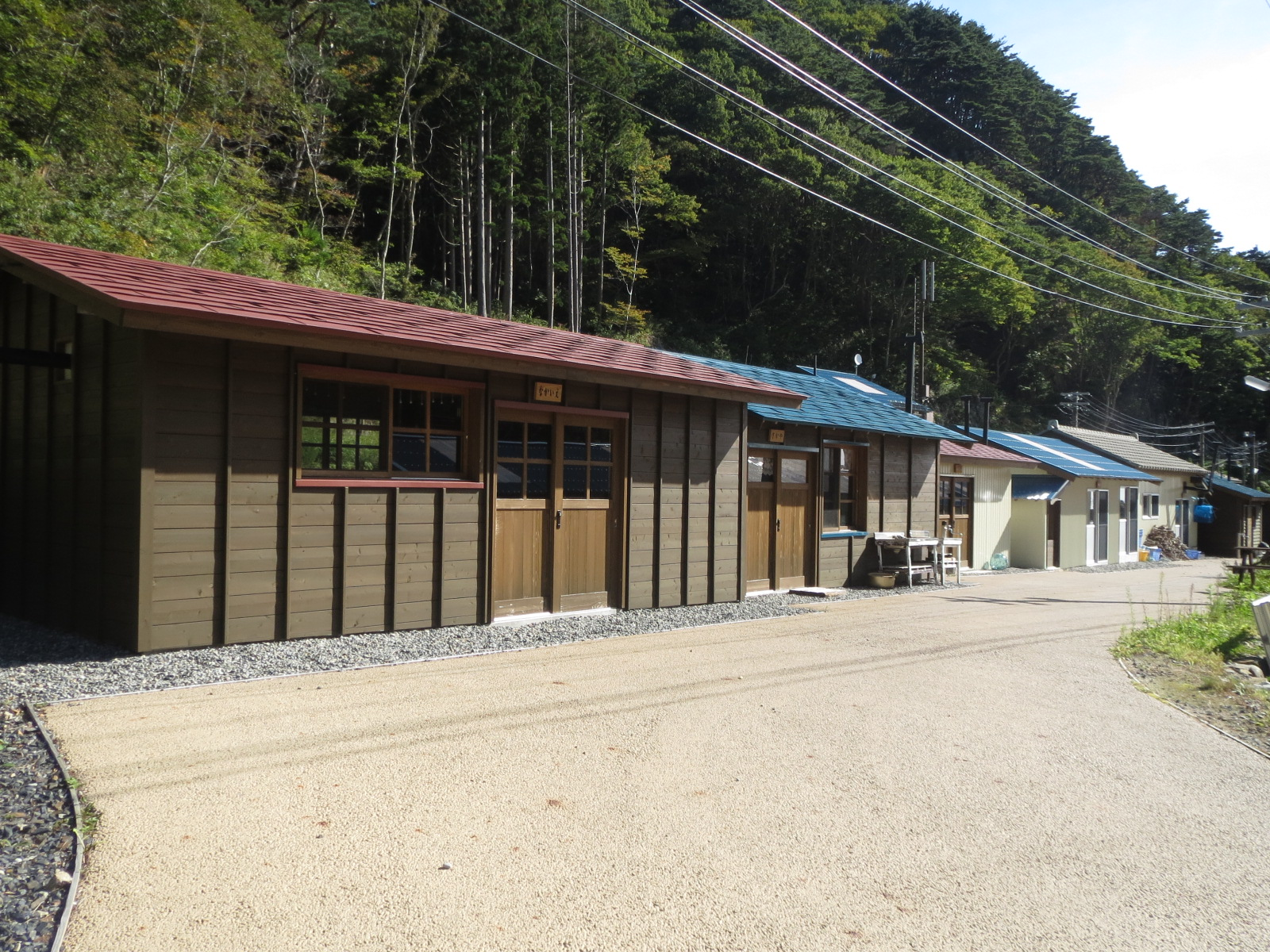
漁師番屋
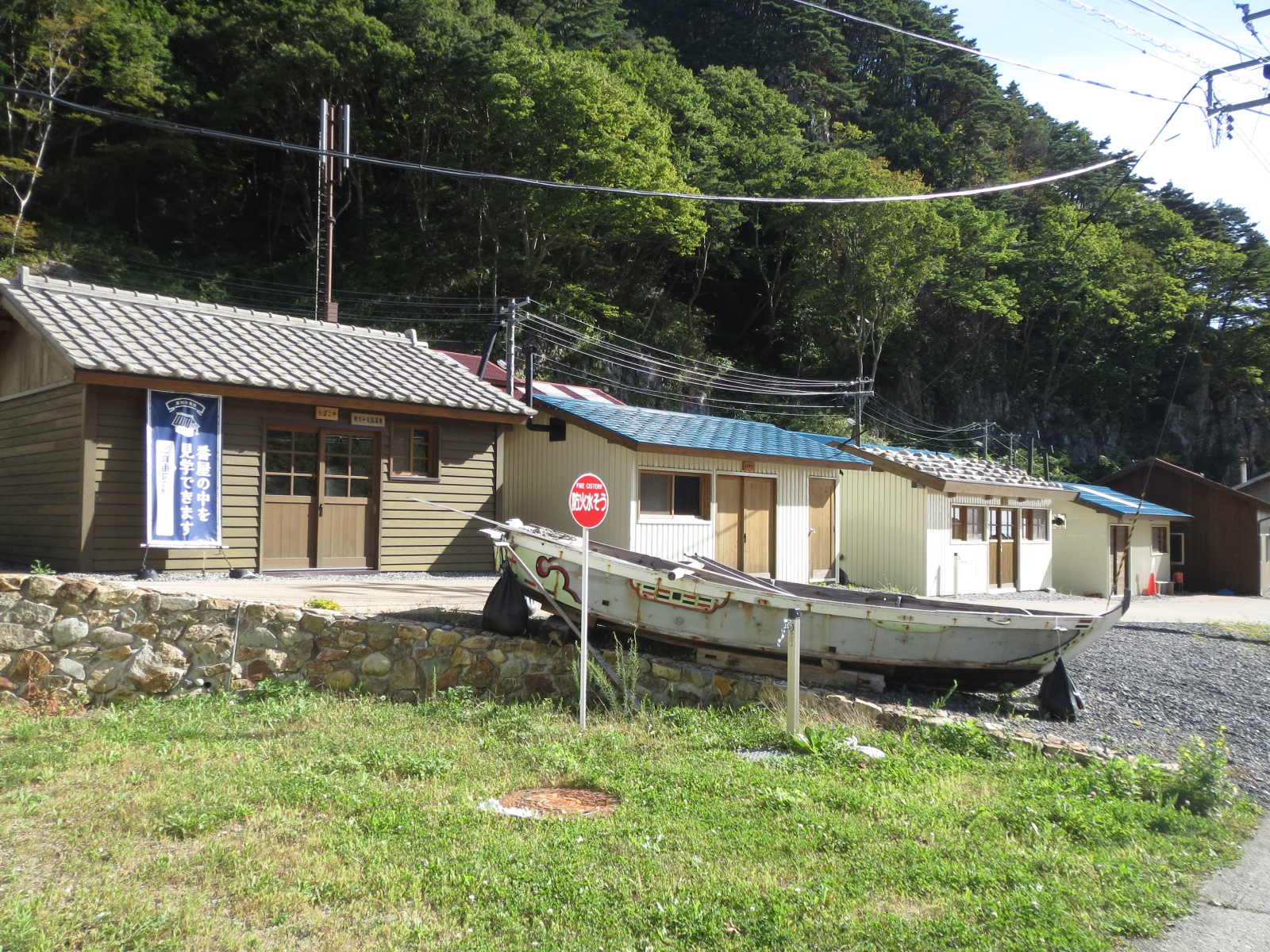
漁師番屋とザッパ船
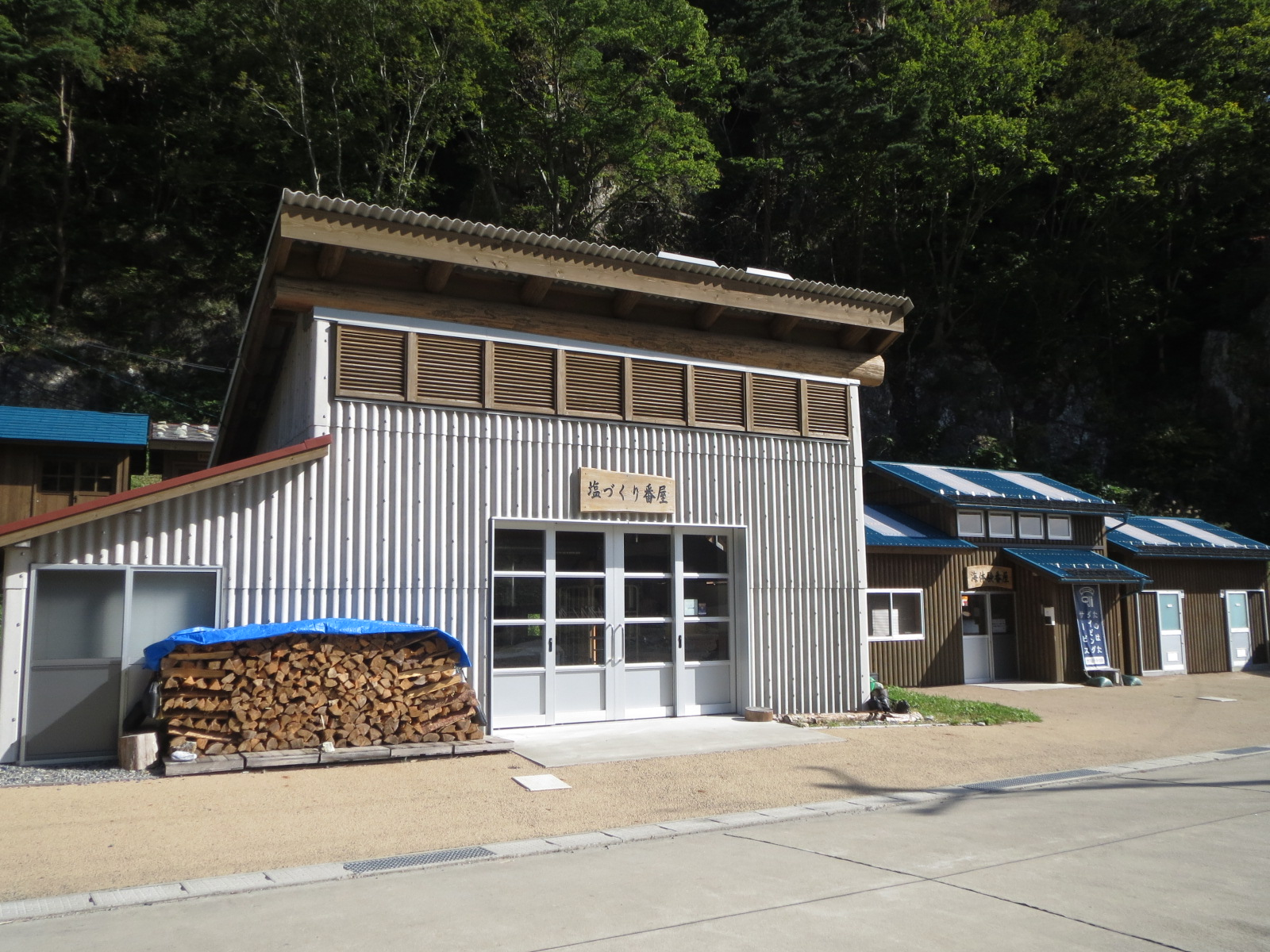
塩づくり番屋

## アクセス
- 三陸鉄道リアス線 田野畑駅より車で10分
- E45 三陸沿岸道路 田野畑中央ICより車で15分

## 周辺
- 北山崎
- 黒崎
- 鵜ノ巣断崖